# عین البیضاء
عین البیضاء (به عربی: عين البيضاء) یک شهرداری در الجزایر است که در استان ورقله واقع شده‌است.

## خصوصیات
عین البیضاء ۱٬۹۷۳ کیلومترمربع مساحت و ۱۹٬۰۳۹ نفر جمعیت دارد و ۱۳۹ متر بالاتر از سطح دریا واقع شده‌است.